# Nāḩiyat Buşrá ash Shām
Nāḩiyat Buşrá ash Shām (arabiska: ناحية بصرى الشام) är ett subdistrikt i Syrien.   Det ligger i provinsen Dar'a, i den sydvästra delen av landet, 120 km söder om huvudstaden Damaskus.
Omgivningarna runt Nāḩiyat Buşrá ash Shām är i huvudsak ett öppet busklandskap. Runt Nāḩiyat Buşrá ash Shām är det ganska tätbefolkat, med 214 invånare per kvadratkilometer.